# 이배영 (1944년)
이배영(1944년 12월 20일~)은 대한민국의 정치인이다. 제13·14대 은평구청장을 역임했다.

## 경력
- 1995.07~1998.06 제13대 서울특별시 은평구청장
- 1998.07~2001.02 제14대 서울특별시 은평구청장
- 2000.01.20 새천년민주당 창당

## 역대 선거 결과
|  | 43.05% |

|  | 51.40% |

## 논란

### 청탁 혐의
이배영 구청장은 1996년 5월, 근린공원 용지에 스포츠센터 건립을 하게 해주도록 공원조성계획을 변경하게 해달라는 청탁 및 2000만원을 받은 혐의로 2000년 6월, 검찰에 기소되었다. 2001년 2월, 대법원은 이에 집행유예 3년, 추징금 2000만원을 선고했다. 이로 인해 이배영은 구청장직을 상실했다.